# Марински театар
Марински театар (рус. Мариинский театр) је историјско балетско и оперско позориште у Санкт Петербургу на северозападу Русије. Отворен 1860. године, постао је један од најистакнутијих музичких театара у Русији касног деветнаестог века, где су премијерно изведена многобројна ремек-дела Чајковског, Мусоргског и Корсакова. Током већег дела совјетске епохе био је познат као Театар Киров. Данас је Марински театар дом Маринског балета, Маринске опере и Мариинског оркестра. Након пензионисања Јурија Темирканова, 1988. године, генерални директор позоришта је диригент Валериј Гергијев.

## Назив
Позориште је названо по царици Марији Александровној, супрузи цара Александра II. У предворју главног улаза налази се попрсје царице. Име театра се мењало кроз историју, одражавајући политичке струје тог времена.
| Од   | До   | руски                                                                 | српски                                |
| ---- | ---- | --------------------------------------------------------------------- | ------------------------------------- |
| 1860 | 1920 | Императорский Мариинский театр                                        | Марински театар                       |
| 1920 | 1924 | Государственный академический театр оперы и балета                    | Државни академски театар              |
| 1924 | 1935 | Ленинградский государственный академический театр оперы и балета      | Лењинградски државни академски театар |
| 1935 | 1992 | Государственный академический театр оперы и балета имени С. М. Кирова | Државни академски театар Киров        |
| 1992 | -    | Государственный академический Мариинский театр                        | Марински театар                       |

Зграда позоришта се обично назива Марински театар. Ради лакшег препознавања задржано је име Киров, стечено за време совјетске ере у част убијеног лидера Лењинградске комунистичке партије Сергеја Кирова.

## Настанак
Царска драмска, оперска и балетска трупа основане су 1783. године по налогу Катарине Велике. Првобитно, балетске и оперске представе одржаване су у дрвеном театру Карла Книпера у близини данашњег Тространог моста. Театар Ермитаж, поред Зимског дворца, служио је за наступе за елитну публику аристократских гостију које је позивала царица.
Сталну зграду позоришта, познату као Бољшој камени театар (рус. Большой Каменный Театр), пројектовао је Антонио Риналди. Она је отворена 1783. Позориште је обновљено 1836. године по пројекту Алберта Кавоса и служило је као главно позориште Царског балета и опере. Дана 29. јануара 1849. на Театарском тргу отворен је Коњички циркус (Конный цирк). Ово је такође дело архитекте Кавоса. Десет година касније, када је овај циркус изгорео, а Алберт Кавос га је обновио као оперску и балетску кућу са највећом позорницом на свету. Са капацитетом од 1625 седишта и италијанским аудиторијумом у облику потковице, позориште је отворено 2. октобра 1860. године, изведбом Глинкиног дела „Живот за цара” (Иван Сусањин).

## Премијерно изведена дела
У царском Маринском позоришту и његовом претходнику, позоришту Бољшој Камењ, одржане су премијере многих опера Михаила Глинке, Модеста Мусоргског и Петра Иљича Чајковског. По налогу позоришног редитеља Ивана Всеволожског, и царски балет (балет је стигао у Маринско позориште 1870) и царска опера пресељени су у Маринско позориште 1886. године, пошто се Позориште Бољшој Камењ сматрало несигурним. Тамо је реномирани кореограф Мариус Петипа представио многа своја ремек-дела, укључујући и балете као што су Успавана лепотица 1890. године, Крцко Орашчић 1892, Рајмонда 1898. и дефинитивно оживљавање Лабудовог језера (са Левом Ивановим) 1895. Први оригинални балет који је продуциран у Маринском театру био је „Магичне пилуле", на музику Лудвига Минкуса. Друге светске премијере у овој кући биле су: опера Борис Годунов (1874), опере Чајковског Пикова дама (1896) и Јоланта (1892), ревидирану верзију Прокофјевовог балета Ромео и Јулија (1940) и Хачатуријанов балет Спартак (1956), као и опера Римског-Корсакова Златни петлић (1909) и Прокофјевов балет Пепељуга 1946. (са Наталијом Дудинском).

## Марински театар данас
Под управом Јурија Темирканова, главног диригента од 1976. до 1988. године, ансамбл опере је наставио да прави иновативне продукције модерних и класичних руских опера. Мада функционише одвојено од балета, од 1988. године оба ансамбла су под уметничким вођством Валерија Гергијева као уметничког директора целог позоришта.
Ансамбл опере је ушао у нову еру уметничке изврсности и креативности. Од 1993. године, утицај Гергијева на оперу био је огроман. Прво, он је реорганизовао пословање и успоставио везе са многим великим светским оперским кућама. Неке од њих су: Краљевска опера у Лондону, Опера Метрополитен, Опера Бастиља, Ла Скала, Ла Фениче, Израелска опера, Национална опера у Вашингтону и Опера у Сан Франциску. Данас ансамбл опере редовно гостује у већини ових градова. 
Године 1989. одржан је фестивал у част Мусоргског. Слично томе, многе од Прокофјевових опера представљене су крајем 1990-их. Опере не-руских композитора почеле су да се изводе на оригиналним језицима, што је помогло ансамблу опере да усвоји светске трендове.
Тренутно, ансамбл опере наводи на свом попису 22 сопрана (од којих је Ана Нетребко вероватно најпознатија); 13 мецосопрана (са Олгом Бородином, познатом америчкој и европској публици); 23 тенора; осам баритона и 14 басова. Сем Гергијева, генералног руководиоца, постоји шеф позоришне администрације, сценски директор, сценски менаџери и асистенти, заједно са 14 помоћника.

### Концертна дворана театра Марински
Концертна дворана театра Марински отворена је 2007. године. Дизајнирао ју је француски архитекта Ксавије Фабр и може да прими 1100 људи.

## Друга сцена
Канадска фирма „Дајмонд енд Шмит Архитектс”, заједно са својим локалним партнером, осмислили су нову зграду, која је названа Друга сцена. Она има 2.000 места служи као допуна постојећем театру. Изградња је почела 2003. године, након другачијег дизајна француског архитекте Жана Нувела. Нови дизајнерски тим преузео је изградњу 2009. године. Она је завршена у мају 2013. године, по цени од 700 милиона евра.